# Leptodeira
Leptodeira är ett släkte av ormar som ingår i familjen snokar. Släktet tillhör underfamiljen Dipsadinae som ibland listas som familj.
Vuxna exemplar är med en längd upp till 75 cm små och smala ormar. Arterna förekommer i Nord-, Central- och Sydamerika. Utbredningsområdet sträcker sig från Texas till Paraguay och norra Argentina. Individerna vistas främst på marken och de kan leva i olika habitat. Ibland klättrar de i den låga växtligheten. Födan utgörs främst av groddjur (inklusive grodyngel) och ödlor. Några släktmedlemmar äter främst ägg från trädlevande grodor. Honor lägger själv ägg. Gifttänderna ligger längre bak i käken och bettet antas vara ofarligt för människor.
Arter enligt Catalogue of Life:
- Leptodeira annulata
- Leptodeira bakeri
- Leptodeira frenata
- Leptodeira maculata
- Leptodeira nigrofasciata
- Leptodeira punctata
- Leptodeira rubricata
- Leptodeira septentrionalis
- Leptodeira splendida

The Reptile Database listar dessutom:
- Leptodeira ashmeadii
- Leptodeira polysticta
- Leptodeira rhombifera
- Leptodeira uribei